# Ulf Fase
Ulf, kaldet Ulf Fase eller den samtidige form Fasi (død 1247 eller 1248), var jarl af Sverige. Ulf Fase var sandsynligvis søn af den tidligere jarl Karl Døve og en del af Folkungaslægten.
Som Karl Døves nærmeste slægtning blev Ulf hurtigt valgt til ny jarl, da Karl Døve faldt i et slag mod esterne i 1220.
Ulf Fase blev sandsynligvis jarl allerede under Johan Sverksson (d. 1222), og er sandsynligvis identisk med Ulf jarl, der var jarl under kong Knut Holmgersson Lange og kong Erik Eriksson (Erik Eriksson den Læspe og Halte).